# Opisthotropis kikuzatoi
Espèce
Synonymes
- Liopeltis kikuzatoi Okada & Takara, 1958

Statut de conservation UICN

 CR B1+2c : 
En danger critique
Opisthotropis kikuzatoi est une espèce de serpents de la famille des Natricidae. 

## Répartition
Cette espèce est endémique des îles Ryūkyū au Japon.

## Description
C'est un serpent ovipare.

## Étymologie
Cette espèce est nommée en l'honneur de Kiyotasu Kikuzato qui a collecté les premiers spécimens.

## Publication originale
- Okada & Takara, 1958 : A new species of Liopeltis (Ophidia, Colubridae) from Ryukyu Islands. Bulletin of the Biogeographical Society of Japan, vol. 20, no 3, p. 1-3.